# Delitto e castigo (film 1935)
Delitto e castigo (Crime et Châtiment) è un film del 1935 diretto da Pierre Chenal.

## Riconoscimenti
- 3ª Mostra Internazionale d'Arte Cinematografica 1935
  - Coppa Volpi per la migliore interpretazione maschile a Pierre Blanchar